# Vincenzo Aita
Vincenzo Aita (ur. 14 września 1948 w Eboli) – włoski polityk komunistyczny, eurodeputowany w latach 2006–2009.

## Życiorys
Działalność polityczną rozpoczął w 1972, kiedy to został wybrany do komitetu prowincjonalnego partii rolniczej. Zasiadał następnie we władzach prowincjonalnych i w komitecie centralnym Włoskiej Partii Komunistycznej (PCI). W latach 1983–1996 był radnym miejskim w Eboli, od 1987 do 1988 pełnił funkcję wiceburmistrza ds. finansów. Pełnił też m.in. funkcję radnego regionu Kampania (1980–1985) i asesora ds. rolnictwa (2000–2004) we władzach wykonawczych tego regionu.
W 2004 bez powodzenia kandydował do Parlamentu Europejskiego z listy Odrodzenia Komunistycznego. Mandat objął w czerwcu 2006, należał do grupy Zjednoczonej Lewicy Europejskiej i Nordyckiej Zielonej Lewicy. Brał udział w pracach Komisji Rolnictwa i Rozwoju Wsi oraz Komisji Gospodarczej i Monetarnej. W PE zasiadał do lipca 2009, w tym samym roku przeszedł do organizowanego przez Nichiego Vendolę Ruchu na rzecz Lewicy.